# Округ Телер (Колорадо)
Телер (енгл. Teller County) је округ у америчкој савезној држави Колорадо. По попису из 2010. године број становника је 23.350. Седиште округа је град Крипл Крик.

## Демографија
Према попису становништва из 2010. у округу је живело 23.350 становника, што је 2.795 (13,6%) становника више него 2000. године.
| Група             | 2000.          | 2010.          |
| Белци             | 19.102 (92,9%) | 21.148 (90,6%) |
| Афроамериканци    | 113 (0,5%)     | 110 (0,5%)     |
| Азијати           | 120 (0,6%)     | 165 (0,7%)     |
| Хиспаноамериканци | 718 (3,5%)     | 1.294 (5,5%)   |
| Укупно            | 20.555         | 23.350         |